# 海洋気象ブイ

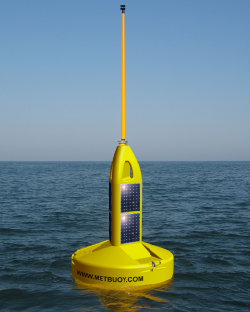
海洋気象ブイ

海洋気象ブイ（かいようきしょうブイ）とは海面、または海水中で自動的に海洋・気象観測するブイ。漂流型と係留型の二つに大きく分けられる。

## 漂流型
海面を漂流しながら、観測を行うブイ（ロボット）。さまざまなセンサーを装備しており、自動的に観測した結果を人工衛星を通じて地上に送信する。また、同時にブイの位置を人工衛星を用いて追跡させれば、海流を観測（ラグランジュ的測流）できる。気象庁の漂流型海洋気象ブイでは、通常3時間ごとに気圧・水温・波高・波周期のデータとブイの位置情報を、人工衛星を経由して地上に報告されている。バッテリーの寿命が数か月程度なので、適切な間隔で随時ブイが投入されている。ただし、観測終了後、回収が困難であるため、ブイの材質はプラスチックではなく、環境に悪影響を与えにくいアルミ合金である。

### 中層フロート

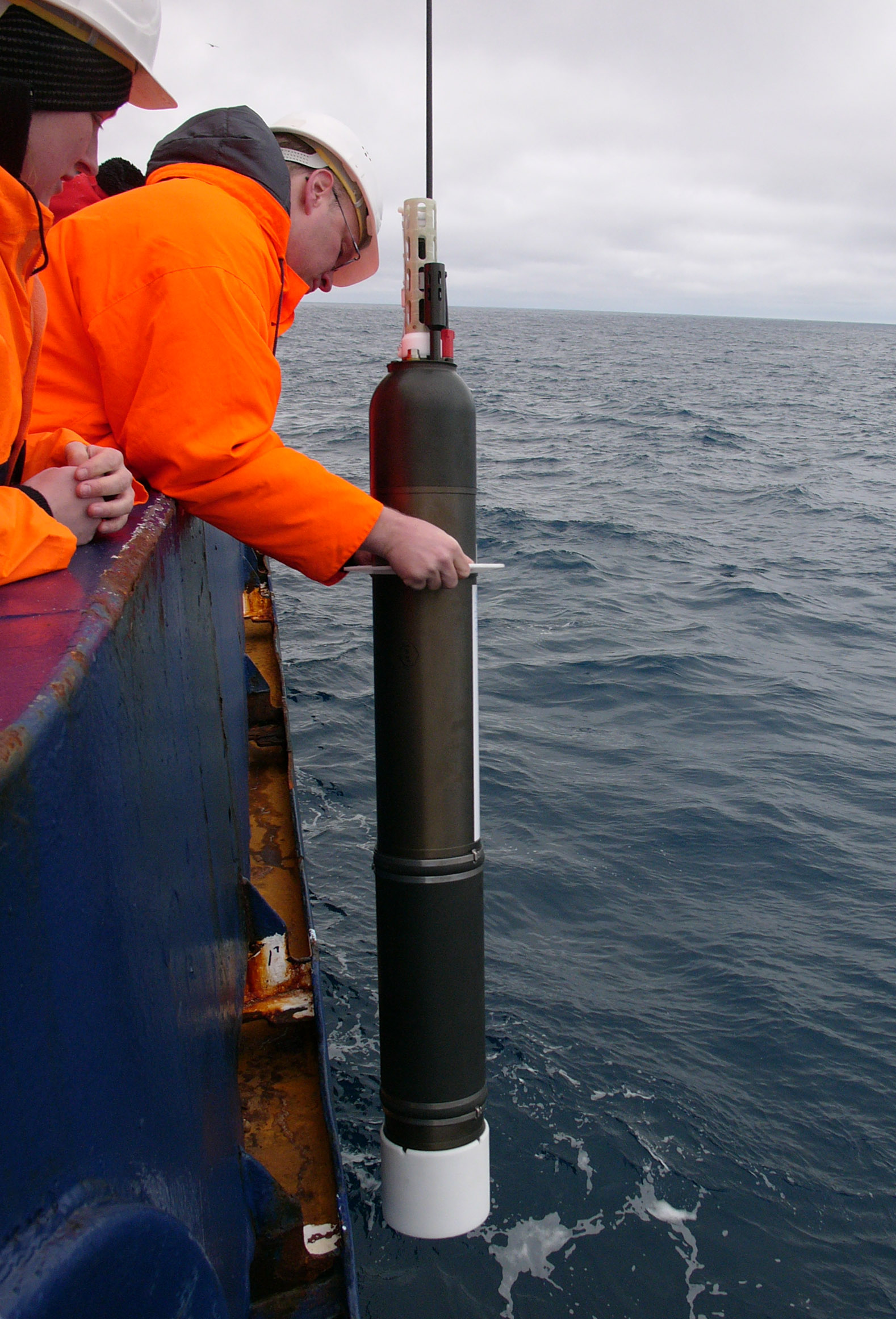
フロートを投入する光景。2007年。

漂流型海洋観測ブイの一種であるが、あらかじめ漂流させたい深度を決め、その深度において漂流、観測を行う。現在のフロートは設定された時間ごとに海面まで浮上し、自らの位置情報と、浮上する際に得た海水情報を衛星を通じて地上に送信する。ARGO計画ではPALACEブイ (Profiling Autonomous Lagrangian Circulation Explorer) が3000個使用されており、10日毎に浮上させている。

## 係留型
設置された後もその場所にとどまりながら観測を行うブイ。シンカーで海底に固定され、異なる水深における水温や塩分濃度、流向・流速、風向・風速、日射などを自動観測し、人工衛星を通じて地上に送信する。漂流型と異なり、定期的なメンテナンスを必要とするため、コストの点では漂流型より劣る。
気象庁は1982年から2000年末までの20年ほど、日本近海の三点に係留気象観測ブイを設置していたが、コスト削減が最大の要因となったほか、衛星観測技術や漂流ブイの発達から、廃止されている。しかし、北米の太平洋地域（主にベーリング海）では、NOAAが10基近くを配備して、観測を続けている。赤道海域で海洋研究開発機構が中心となってトライトンブイ (TRITON、TRIangle Trans-Ocean buory Network) を展開した観測が行われていたが、2021年6月14日に最後のトライトンブイが海洋研究開発機構の海洋地球研究船｢みらい｣によって回収されたことが発表され、23年に渡る観測網の運用が終了した。